# ファーストライト
ファーストライト (first light) は、完成した望遠鏡等の光学機材が、当初予定されていた性能に達しているのかについて行う最初の観測のこと。

## 内容
大型望遠鏡等の場合には、式典的な意味合いを持つが、本来のファーストライトは、完成した機材が当初予定していた性能に達しているのかを試験するために行われる試験観測のことである。
すばる望遠鏡の場合には、アクティブ支持装置を用いた鏡面支持装置を保有しているため、まず、鏡面にレーザー光を当てて、鏡面の精度を測定した。その後、測定した鏡面の精度に基づき、アクティブ支持装置を起動し、再び鏡面の精度を測定した。
この後、すばる望遠鏡を試験観測を行う天体に向けて観測を行った。